# Malagiella ranavalona
Malagiella ranavalona is een spinnensoort in de familie van de dwergcelspinnen. De spin behoort tot het geslacht Malagiella. De wetenschappelijke naam van de soort werd voor het eerst geldig gepubliceerd in 2011 door Ubick & Griswold.
De soort is endemisch in Madagaskar. De soort komt voor in de regio Analamanga en leeft op een hoogte rond de 1400 meter. Vrouwtjes hebben een lengte van 1,50 tot 1,61 millimeter.